# Kirkandrews Moat
Kirkandrews Moat lub Moat – przysiółek w Anglii, w Kumbrii, w dystrykcie (unitary authority) Cumberland, w civil parish Kirkandrews-on-Esk. W 1931 roku civil parish liczyła 136 mieszkańców.